# روث تيري
روث تيري (بالإنجليزية: Ruth Terry)‏ هي مغنية وممثلة أمريكية، ولدت في 21 أكتوبر 1920 في الولايات المتحدة، وتوفيت في 11 مارس 2016 برانتشو ميراج في الولايات المتحدة.

## وصلات خارجية
- روث تيري على موقع IMDb (الإنجليزية)
- روث تيري على موقع إن إن دي بي (الإنجليزية)
- روث تيري على موقع قاعدة بيانات الفيلم (الإنجليزية)